# Campeonato Paraense de Futebol de 1915
O Campeonato Paraense de Futebol de 1915 foi a 5.ª edição da principal divisão do futebol do Pará. Organizada pela Liga Paraense de Foot-Ball, a competição contou com a participação de seis clubes, todos sediados na capital Belém. O Remo sagrou-se campeão, conquistando seu terceiro título consecutivo, enquanto o Paysandu ficou com o vice-campeonato.

## Participantes
| Equipe         | Cidade | Títulos (mais recente) | Part. |
| -------------- | ------ | ---------------------- | ----- |
| Brazil Sport   | Belém  | 0 (não possui)         | 2     |
| Guarany        | Belém  | 0 (não possui)         | 4     |
| Panther        | Belém  | 0 (não possui)         | 4     |
| Paysandu       | Belém  | 0 (não possui)         | 2     |
| Remo           | Belém  | 2 (1914)               | 3     |
| União Sportiva | Belém  | 2 (1910)               | 5     |

## Campanha do campeão
- Remo 1 x 1 Paysandu - 3 de maio de 1915.
- Remo 2 x 1 União Sportiva - 6 de junho de 1915.
- Remo 12 x 2 Guarany - 6 de julho de 1915.
- Remo 4 x 0 Panther - 25 de julho de 1915.
- Remo 1 x 0 Brasil - 1º de agosto de 1915.
- Remo 10 x 0 Guarany - 12 de outubro de 1915.
- Remo 9 x 0 União Sportiva - 30 de outubro de 1915.
- Remo 6 x 1 Brasil - 28 de novembro de 1915.
- Remo 5 x 1 Paysandu - 19 de dezembro de 1915.

## Premiação
| Campeonato Paraense de 1915 |
| Belém                       |
| --------------------------- |
| Remo Tricampeão (3º título) |